# Stenasellus brignolii
Stenasellus brignolii là một loài chân đều trong họ Stenasellidae. Loài này được Pesce & Argano miêu tả khoa học năm 1981.